# Saison 2021-2022 de la LAH
Saison précédente Saison suivante
La saison 2021-2022 est la 86e saison de la Ligue américaine de hockey. Elle commence le 15 octobre 2021 et se termine le 30 avril 2022 pour laisser place aux séries éliminatoires.

## Contexte
Après deux saisons contrariées par la pandémie de Covid-19, la Ligue américaine de hockey reprend un fonctionnement nominal avec 31 équipes qui jouent la saison régulière du 15 octobre 2021 au 30 avril 2022.

## Saison régulière

### Classement

#### Association de l'Est
| Clt   | Équipe                            | PJ | V  | D  | DP | DF | BP  | BC  | Pts | % pts |
| ----- | --------------------------------- | -- | -- | -- | -- | -- | --- | --- | --- | ----- |
| +001, | Checkers de Charlotte             | 72 | 42 | 24 | 5  | 1  | 234 | 197 | 90  | 62,5  |
| +002, | Thunderbirds de Springfield       | 76 | 43 | 24 | 6  | 3  | 233 | 221 | 95  | 62,5  |
| +003, | Bruins de Providence              | 72 | 36 | 25 | 5  | 6  | 199 | 192 | 83  | 57,6  |
| +004, | Penguins de Wilkes-Barre/Scranton | 76 | 35 | 33 | 4  | 4  | 209 | 225 | 78  | 51,3  |
| +005, | Bears de Hershey                  | 76 | 34 | 32 | 6  | 4  | 202 | 209 | 78  | 51,3  |
| +006, | Islanders de Bridgeport           | 72 | 31 | 30 | 7  | 4  | 213 | 226 | 73  | 50,7  |
| +007, | Wolf Pack de Hartford             | 72 | 32 | 32 | 6  | 2  | 205 | 225 | 72  | 50    |
| +008, | Phantoms de Lehigh Valley         | 76 | 29 | 32 | 10 | 5  | 195 | 239 | 73  | 48    |

| Clt   | Équipe                 | PJ | V  | D  | DP | DF | BP  | BC  | Pts | % pts |
| ----- | ---------------------- | -- | -- | -- | -- | -- | --- | --- | --- | ----- |
| +001, | Comets d'Utica         | 72 | 43 | 20 | 8  | 1  | 246 | 206 | 95  | 66    |
| +002, | Crunch de Syracuse     | 76 | 41 | 26 | 7  | 2  | 242 | 229 | 91  | 59,9  |
| +003, | Rocket de Laval        | 72 | 39 | 26 | 5  | 2  | 246 | 231 | 85  | 59    |
| +004, | Senators de Belleville | 72 | 40 | 28 | 4  | 0  | 219 | 218 | 84  | 58,3  |
| +005, | Americans de Rochester | 76 | 37 | 29 | 7  | 3  | 254 | 270 | 84  | 55,3  |
| +006, | Marlies de Toronto     | 72 | 37 | 30 | 4  | 1  | 243 | 244 | 79  | 54,9  |
| +007, | Monsters de Cleveland  | 76 | 28 | 35 | 8  | 5  | 207 | 262 | 69  | 45,4  |

- champion de division
- En italique : qualifiés pour les séries

#### Association de l'Ouest
| Clt   | Équipe                   | PJ | V  | D  | DP | DF | BP  | BC  | Pts | % pts |
| ----- | ------------------------ | -- | -- | -- | -- | -- | --- | --- | --- | ----- |
| +001, | Wolves de Chicago        | 76 | 50 | 16 | 5  | 5  | 261 | 194 | 110 | 72,4  |
| +002, | Moose du Manitoba        | 72 | 41 | 24 | 5  | 2  | 228 | 204 | 89  | 61,8  |
| +003, | Admirals de Milwaukee    | 76 | 39 | 28 | 5  | 4  | 229 | 228 | 87  | 57,2  |
| +004, | IceHogs de Rockford      | 72 | 37 | 30 | 4  | 1  | 223 | 221 | 79  | 54,9  |
| +005, | Stars du Texas           | 72 | 32 | 28 | 6  | 6  | 219 | 230 | 76  | 52,8  |
| +006, | Wild de l'Iowa           | 72 | 32 | 31 | 4  | 5  | 202 | 209 | 73  | 50,7  |
| +007, | Griffins de Grand Rapids | 76 | 33 | 35 | 6  | 2  | 209 | 240 | 74  | 48,7  |

| Clt   | Équipe                      | PJ | V  | D  | DP | DF | BP  | BC  | Pts | % pts |
| ----- | --------------------------- | -- | -- | -- | -- | -- | --- | --- | --- | ----- |
| +001, | Heat de Stockton            | 68 | 45 | 16 | 5  | 2  | 242 | 185 | 97  | 71,3  |
| +002, | Reign d'Ontario             | 68 | 41 | 18 | 5  | 4  | 259 | 219 | 91  | 66,9  |
| +003, | Eagles du Colorado          | 68 | 39 | 22 | 4  | 3  | 244 | 207 | 85  | 62,5  |
| +004, | Condors de Bakersfield      | 68 | 37 | 21 | 5  | 5  | 225 | 192 | 84  | 61,8  |
| +005, | Canucks d'Abbotsford        | 68 | 39 | 23 | 5  | 1  | 230 | 200 | 84  | 61,8  |
| +006, | Silver Knights de Henderson | 68 | 35 | 28 | 4  | 1  | 209 | 203 | 75  | 55,1  |
| +007, | Gulls de San Diego          | 68 | 28 | 33 | 4  | 3  | 197 | 223 | 63  | 46,3  |
| +008, | Roadrunners de Tucson       | 68 | 23 | 39 | 5  | 1  | 182 | 268 | 52  | 38,2  |
| +009, | Barracuda de San José       | 68 | 20 | 42 | 4  | 2  | 202 | 291 | 46  | 33,8  |

- En gras : champion de la saison régulière
- champion de division
- En italique : qualifié pour les séries

### Meilleurs joueurs
| Clt. | Nom                   | Équipe      | PJ | B  | A  | Pts | +/- | Pun |
| ---- | --------------------- | ----------- | -- | -- | -- | --- | --- | --- |
| 1    | Andrew Poturalski     | Chicago     | 71 | 28 | 73 | 101 | +24 | 36  |
| 2    | Thomas Joseph Tynan   | Ontario     | 62 | 14 | 84 | 98  | +12 | 18  |
| 3    | Stefan Noesen         | Chicago     | 70 | 48 | 37 | 85  | +35 | 112 |
| 4    | Seth Griffith         | Bakersfield | 64 | 30 | 50 | 80  | +18 | 54  |
| 5    | Kiefer Sherwood       | Colorado    | 57 | 36 | 39 | 75  | +24 | 34  |
| 6    | Martin Frk            | Ontario     | 58 | 40 | 33 | 73  | +16 | 73  |
| 7    | Dylan Sikura (en)     | Colorado    | 60 | 33 | 40 | 73  | +15 | 16  |
| 8    | Sheldon Rempal (en)   | Abbotsford  | 55 | 33 | 36 | 69  | +6  | 46  |
| 9    | Matthew Phillips (en) | Stockton    | 65 | 31 | 37 | 68  | +14 | 16  |
| 10   | John-Jason Peterka    | Rochester   | 70 | 28 | 40 | 68  | -3  | 28  |

| Clt | Joueur              | Équipe      | PJ | Min   | BC | Bl | Moy  | %Arr | V  | D  | DP |
| --- | ------------------- | ----------- | -- | ----- | -- | -- | ---- | ---- | -- | -- | -- |
| 1   | Troy Grosenick (en) | Providence  | 30 | 1 650 | 55 | 3  | 2,00 | 93,3 | 16 | 6  | 4  |
| 2   | Alex Lyon (en)      | Chicago     | 30 | 1 665 | 60 | 3  | 2,16 | 91,2 | 18 | 7  | 3  |
| 3   | Charlie Lindgren    | Springfield | 34 | 1 979 | 73 | 3  | 2,21 | 92,5 | 24 | 7  | 1  |
| 4   | Stuart Skinner      | Bakersfield | 35 | 2 088 | 77 | 5  | 2,21 | 92   | 22 | 7  | 5  |
| 5   | Joey Daccord (en)   | Charlotte   | 34 | 1 917 | 73 | 0  | 2,28 | 92,5 | 19 | 11 | 2  |

## Séries éliminatoires

### Tableau
|  | Premier tour           | Premier tour          | Premier tour |                       |    | Demi-finales de division | Demi-finales de division | Demi-finales de division |  |  | Finales de division | Finales de division | Finales de division |  |  | Finales d'association | Finales d'association | Finales d'association |  |  | Finale de la Coupe Calder | Finale de la Coupe Calder | Finale de la Coupe Calder |  |
|  |                        |                       |              |                       |    |                          |                          |                          |  |  |                     |                     |                     |  |  |                       |                       |                       |  |  |                           |                           |                           |  |
|  |                        |                       |              |                       |    | A1                       | Charlotte                | 3                        |  |  |                     |                     |                     |  |  |                       |                       |                       |  |  |                           |                           |                           |  |
|  |                        |                       |              |                       |    | A1                       | Charlotte                | 3                        |  |  |                     |                     |                     |  |  |                       |                       |                       |  |  |                           |                           |                           |  |
|  |                        |                       | A6           | Bridgeport            | 1  |                          |                          |                          |  |  |                     |                     |                     |  |  |                       |                       |                       |  |  |                           |                           |                           |  |
|  | A3                     | Providence            | A6           | Bridgeport            | 1  | 0                        |                          |                          |  |  |                     |                     |                     |  |  |                       |                       |                       |  |  |                           |                           |                           |  |
|  | A3                     | Providence            |              |                       |    |                          |                          |                          |  |  |                     |                     |                     |  |  |                       |                       |                       |  |  |                           |                           |                           |  |
|  | A6                     | Bridgeport            | 2            |                       |    |                          |                          |                          |  |  |                     |                     |                     |  |  |                       |                       |                       |  |  |                           |                           |                           |  |
|  | A6                     | Bridgeport            | 2            |                       | A1 | Charlotte                | 0                        |                          |  |  |                     |                     |                     |  |  |                       |                       |                       |  |  |                           |                           |                           |  |
|  | Division Atlantique    |                       |              |                       | A1 | Charlotte                | 0                        |                          |  |  |                     |                     |                     |  |  |                       |                       |                       |  |  |                           |                           |                           |  |
|  |                        |                       | A2           | Springfield           | 3  |                          |                          |                          |  |  |                     |                     |                     |  |  |                       |                       |                       |  |  |                           |                           |                           |  |
|  |                        |                       |              | Springfield           | 3  |                          |                          |                          |  |  |                     |                     |                     |  |  |                       |                       |                       |  |  |                           |                           |                           |  |
|  |                        |                       |              |                       |    |                          |                          |                          |  |  |                     |                     |                     |  |  |                       |                       |                       |  |  |                           |                           |                           |  |
|  |                        |                       |              |                       |    |                          |                          |                          |  |  |                     |                     |                     |  |  |                       |                       |                       |  |  |                           |                           |                           |  |
|  |                        | A2                    | Springfield  | 3                     |    |                          |                          |                          |  |  |                     |                     |                     |  |  |                       |                       |                       |  |  |                           |                           |                           |  |
|  |                        |                       |              | 3                     |    |                          |                          |                          |  |  |                     |                     |                     |  |  |                       |                       |                       |  |  |                           |                           |                           |  |
|  |                        |                       | A4           | Wilkes-Barre/Scranton | 0  |                          |                          |                          |  |  |                     |                     |                     |  |  |                       |                       |                       |  |  |                           |                           |                           |  |
|  | A4                     | Wilkes-Barre/Scranton | A4           | Wilkes-Barre/Scranton | 0  | 2                        |                          |                          |  |  |                     |                     |                     |  |  |                       |                       |                       |  |  |                           |                           |                           |  |
|  | A4                     | Wilkes-Barre/Scranton |              |                       |    |                          |                          |                          |  |  |                     |                     |                     |  |  |                       |                       |                       |  |  |                           |                           |                           |  |
|  | A5                     | Hershey               | 0            |                       |    |                          |                          |                          |  |  |                     |                     |                     |  |  |                       |                       |                       |  |  |                           |                           |                           |  |
|  | A5                     | Hershey               | 0            |                       | A2 | Springfield              | 4                        |                          |  |  |                     |                     |                     |  |  |                       |                       |                       |  |  |                           |                           |                           |  |
|  | Association de l'Est   |                       |              |                       | A2 | Springfield              | 4                        |                          |  |  |                     |                     |                     |  |  |                       |                       |                       |  |  |                           |                           |                           |  |
|  |                        |                       | N3           | Laval                 | 3  |                          |                          |                          |  |  |                     |                     |                     |  |  |                       |                       |                       |  |  |                           |                           |                           |  |
|  |                        |                       |              | Laval                 | 3  |                          |                          |                          |  |  |                     |                     |                     |  |  |                       |                       |                       |  |  |                           |                           |                           |  |
|  |                        |                       |              |                       |    |                          |                          |                          |  |  |                     |                     |                     |  |  |                       |                       |                       |  |  |                           |                           |                           |  |
|  |                        |                       |              |                       |    |                          |                          |                          |  |  |                     |                     |                     |  |  |                       |                       |                       |  |  |                           |                           |                           |  |
|  |                        | N1                    | Utica        | 2                     |    |                          |                          |                          |  |  |                     |                     |                     |  |  |                       |                       |                       |  |  |                           |                           |                           |  |
|  |                        |                       |              | 2                     |    |                          |                          |                          |  |  |                     |                     |                     |  |  |                       |                       |                       |  |  |                           |                           |                           |  |
|  |                        |                       | N5           | Rochester             | 3  |                          |                          |                          |  |  |                     |                     |                     |  |  |                       |                       |                       |  |  |                           |                           |                           |  |
|  | N4                     | Belleville            | N5           | Rochester             | 3  | 0                        |                          |                          |  |  |                     |                     |                     |  |  |                       |                       |                       |  |  |                           |                           |                           |  |
|  | N4                     | Belleville            |              |                       |    |                          |                          |                          |  |  |                     |                     |                     |  |  |                       |                       |                       |  |  |                           |                           |                           |  |
|  | N5                     | Rochester             | 2            |                       |    |                          |                          |                          |  |  |                     |                     |                     |  |  |                       |                       |                       |  |  |                           |                           |                           |  |
|  | N5                     | Rochester             | 2            |                       | N5 | Rochester                | 0                        |                          |  |  |                     |                     |                     |  |  |                       |                       |                       |  |  |                           |                           |                           |  |
|  | Division Nord          |                       |              |                       | N5 | Rochester                | 0                        |                          |  |  |                     |                     |                     |  |  |                       |                       |                       |  |  |                           |                           |                           |  |
|  |                        |                       | N3           | Laval                 | 3  |                          |                          |                          |  |  |                     |                     |                     |  |  |                       |                       |                       |  |  |                           |                           |                           |  |
|  |                        |                       |              | Laval                 | 3  |                          |                          |                          |  |  |                     |                     |                     |  |  |                       |                       |                       |  |  |                           |                           |                           |  |
|  |                        |                       |              |                       |    |                          |                          |                          |  |  |                     |                     |                     |  |  |                       |                       |                       |  |  |                           |                           |                           |  |
|  |                        |                       |              |                       |    |                          |                          |                          |  |  |                     |                     |                     |  |  |                       |                       |                       |  |  |                           |                           |                           |  |
|  |                        | N2                    | Syracuse     | 2                     |    |                          |                          |                          |  |  |                     |                     |                     |  |  |                       |                       |                       |  |  |                           |                           |                           |  |
|  |                        |                       |              | 2                     |    |                          |                          |                          |  |  |                     |                     |                     |  |  |                       |                       |                       |  |  |                           |                           |                           |  |
|  |                        |                       | N3           | Laval                 | 3  |                          |                          |                          |  |  |                     |                     |                     |  |  |                       |                       |                       |  |  |                           |                           |                           |  |
|  |                        |                       |              | Laval                 | 3  |                          |                          |                          |  |  |                     |                     |                     |  |  |                       |                       |                       |  |  |                           |                           |                           |  |
|  |                        |                       |              |                       |    |                          |                          |                          |  |  |                     |                     |                     |  |  |                       |                       |                       |  |  |                           |                           |                           |  |
|  |                        |                       |              |                       |    |                          |                          |                          |  |  |                     |                     |                     |  |  |                       |                       |                       |  |  |                           |                           |                           |  |
|  |                        | A2                    | Springfield  | 1                     |    |                          |                          |                          |  |  |                     |                     |                     |  |  |                       |                       |                       |  |  |                           |                           |                           |  |
|  |                        |                       |              |                       |    |                          |                          |                          |  |  |                     |                     |                     |  |  |                       |                       |                       |  |  |                           |                           |                           |  |
|  |                        |                       | C1           | Chicago               | 4  |                          |                          |                          |  |  |                     |                     |                     |  |  |                       |                       |                       |  |  |                           |                           |                           |  |
|  |                        |                       |              | Chicago               | 4  |                          |                          |                          |  |  |                     |                     |                     |  |  |                       |                       |                       |  |  |                           |                           |                           |  |
|  |                        |                       |              |                       |    |                          |                          |                          |  |  |                     |                     |                     |  |  |                       |                       |                       |  |  |                           |                           |                           |  |
|  |                        |                       |              |                       |    |                          |                          |                          |  |  |                     |                     |                     |  |  |                       |                       |                       |  |  |                           |                           |                           |  |
|  |                        | C1                    | Chicago      | 3                     |    |                          |                          |                          |  |  |                     |                     |                     |  |  |                       |                       |                       |  |  |                           |                           |                           |  |
|  |                        |                       |              | 3                     |    |                          |                          |                          |  |  |                     |                     |                     |  |  |                       |                       |                       |  |  |                           |                           |                           |  |
|  |                        |                       | C4           | Rockford              | 0  |                          |                          |                          |  |  |                     |                     |                     |  |  |                       |                       |                       |  |  |                           |                           |                           |  |
|  | C4                     | Rockford              | C4           | Rockford              | 0  | 2                        |                          |                          |  |  |                     |                     |                     |  |  |                       |                       |                       |  |  |                           |                           |                           |  |
|  | C4                     | Rockford              |              |                       |    |                          |                          |                          |  |  |                     |                     |                     |  |  |                       |                       |                       |  |  |                           |                           |                           |  |
|  | C5                     | Texas                 | 0            |                       |    |                          |                          |                          |  |  |                     |                     |                     |  |  |                       |                       |                       |  |  |                           |                           |                           |  |
|  | C5                     | Texas                 | 0            |                       | C1 | Chicago                  | 3                        |                          |  |  |                     |                     |                     |  |  |                       |                       |                       |  |  |                           |                           |                           |  |
|  | Division Centrale      |                       |              |                       | C1 | Chicago                  | 3                        |                          |  |  |                     |                     |                     |  |  |                       |                       |                       |  |  |                           |                           |                           |  |
|  |                        |                       | C3           | Milwaukee             | 1  |                          |                          |                          |  |  |                     |                     |                     |  |  |                       |                       |                       |  |  |                           |                           |                           |  |
|  |                        |                       |              | Milwaukee             | 1  |                          |                          |                          |  |  |                     |                     |                     |  |  |                       |                       |                       |  |  |                           |                           |                           |  |
|  |                        |                       |              |                       |    |                          |                          |                          |  |  |                     |                     |                     |  |  |                       |                       |                       |  |  |                           |                           |                           |  |
|  |                        |                       |              |                       |    |                          |                          |                          |  |  |                     |                     |                     |  |  |                       |                       |                       |  |  |                           |                           |                           |  |
|  |                        | C2                    | Manitoba     | 2                     |    |                          |                          |                          |  |  |                     |                     |                     |  |  |                       |                       |                       |  |  |                           |                           |                           |  |
|  |                        |                       |              | 2                     |    |                          |                          |                          |  |  |                     |                     |                     |  |  |                       |                       |                       |  |  |                           |                           |                           |  |
|  |                        |                       | C3           | Milwaukee             | 3  |                          |                          |                          |  |  |                     |                     |                     |  |  |                       |                       |                       |  |  |                           |                           |                           |  |
|  |                        |                       |              | Milwaukee             | 3  |                          |                          |                          |  |  |                     |                     |                     |  |  |                       |                       |                       |  |  |                           |                           |                           |  |
|  |                        |                       |              |                       |    |                          |                          |                          |  |  |                     |                     |                     |  |  |                       |                       |                       |  |  |                           |                           |                           |  |
|  |                        |                       |              |                       |    |                          |                          |                          |  |  |                     |                     |                     |  |  |                       |                       |                       |  |  |                           |                           |                           |  |
|  |                        | C1                    | Chicago      | 4                     |    |                          |                          |                          |  |  |                     |                     |                     |  |  |                       |                       |                       |  |  |                           |                           |                           |  |
|  | Association de l'Ouest | C1                    | Chicago      | 4                     |    |                          |                          |                          |  |  |                     |                     |                     |  |  |                       |                       |                       |  |  |                           |                           |                           |  |
|  |                        |                       | P1           | Stockton              | 2  |                          |                          |                          |  |  |                     |                     |                     |  |  |                       |                       |                       |  |  |                           |                           |                           |  |
|  |                        |                       |              | Stockton              | 2  |                          |                          |                          |  |  |                     |                     |                     |  |  |                       |                       |                       |  |  |                           |                           |                           |  |
|  |                        |                       |              |                       |    |                          |                          |                          |  |  |                     |                     |                     |  |  |                       |                       |                       |  |  |                           |                           |                           |  |
|  |                        |                       |              |                       |    |                          |                          |                          |  |  |                     |                     |                     |  |  |                       |                       |                       |  |  |                           |                           |                           |  |
|  |                        | P1                    | Stockton     | 3                     |    |                          |                          |                          |  |  |                     |                     |                     |  |  |                       |                       |                       |  |  |                           |                           |                           |  |
|  |                        |                       |              | 3                     |    |                          |                          |                          |  |  |                     |                     |                     |  |  |                       |                       |                       |  |  |                           |                           |                           |  |
|  |                        |                       | P4           | Bakersfield           | 0  |                          |                          |                          |  |  |                     |                     |                     |  |  |                       |                       |                       |  |  |                           |                           |                           |  |
|  | P4                     | Bakersfield           | P4           | Bakersfield           | 0  | 2                        |                          |                          |  |  |                     |                     |                     |  |  |                       |                       |                       |  |  |                           |                           |                           |  |
|  | P4                     | Bakersfield           |              |                       |    |                          |                          |                          |  |  |                     |                     |                     |  |  |                       |                       |                       |  |  |                           |                           |                           |  |
|  | P5                     | Abbotsford            | 0            |                       |    |                          |                          |                          |  |  |                     |                     |                     |  |  |                       |                       |                       |  |  |                           |                           |                           |  |
|  | P5                     | Abbotsford            | 0            |                       | P1 | Stockton                 | 3                        |                          |  |  |                     |                     |                     |  |  |                       |                       |                       |  |  |                           |                           |                           |  |
|  | Division Pacifique     |                       |              |                       | P1 | Stockton                 | 3                        |                          |  |  |                     |                     |                     |  |  |                       |                       |                       |  |  |                           |                           |                           |  |
|  |                        |                       | P3           | Colorado              | 1  |                          |                          |                          |  |  |                     |                     |                     |  |  |                       |                       |                       |  |  |                           |                           |                           |  |
|  | P2                     | Ontario               | P3           | Colorado              | 1  | 2                        |                          |                          |  |  |                     |                     |                     |  |  |                       |                       |                       |  |  |                           |                           |                           |  |
|  | P2                     | Ontario               |              |                       |    |                          |                          |                          |  |  |                     |                     |                     |  |  |                       |                       |                       |  |  |                           |                           |                           |  |
|  | P7                     | San Diego             | 0            |                       |    |                          |                          |                          |  |  |                     |                     |                     |  |  |                       |                       |                       |  |  |                           |                           |                           |  |
|  | P7                     | San Diego             | 0            |                       | P2 | Ontario                  | 0                        |                          |  |  |                     |                     |                     |  |  |                       |                       |                       |  |  |                           |                           |                           |  |
|  |                        |                       |              |                       | P2 | Ontario                  | 0                        |                          |  |  |                     |                     |                     |  |  |                       |                       |                       |  |  |                           |                           |                           |  |
|  |                        |                       | P3           | Colorado              | 3  |                          |                          |                          |  |  |                     |                     |                     |  |  |                       |                       |                       |  |  |                           |                           |                           |  |
|  | P3                     | Colorado              | P3           | Colorado              | 3  | 2                        |                          |                          |  |  |                     |                     |                     |  |  |                       |                       |                       |  |  |                           |                           |                           |  |
|  | P3                     | Colorado              |              |                       |    |                          |                          |                          |  |  |                     |                     |                     |  |  |                       |                       |                       |  |  |                           |                           |                           |  |
|  | P6                     | Henderson             | 0            |                       |    |                          |                          |                          |  |  |                     |                     |                     |  |  |                       |                       |                       |  |  |                           |                           |                           |  |

### Finale
| 19 juin 2022 | Springfield | 5-4 (pr) (2-1, 0-2, 2-1, 1-0) | Chicago | Allstate Arena 6 214 spectateurs |

| Feuille de match | Feuille de match | Feuille de match                    | Feuille de match | Feuille de match                                                          |
| ---------------- | --- | ----------------------------------- | --- | ------------------------------------------------------------------------- |
|                  | McGing (Rosen, Peca) — 14 min 15 s (SN) Peca (Lyle, Bitten) — 19 min 26 s Cross (Neal, Peca) — 40 min 53 s Lyle (Joshua, Bitten) — 58 min 32 s Kessel (Neal, Cross) — 65 min 9 s | 0-1 1-1 2-1 2-2 2-3 2-4 3-4 4-4 5-4 | Drury (Poturalski, Leivo) — 10 min 7 s (SN) Panik (Noesen, Chatfield) — 28 min 1 s Gust (Fitzgerald, Drury) — 28 min 18 s Noesen (Leivo, Keane) — 40 min 29 s (SN) | Arbitrage : Mitch Dunning, Carter Sandlak Kilian McNamara, Justin Johnson |
| Lindgren         | Gardiens | Lyon                                | | Arbitrage : Mitch Dunning, Carter Sandlak Kilian McNamara, Justin Johnson |
| 10 min           | Pénalités | 14 min                              | | Arbitrage : Mitch Dunning, Carter Sandlak Kilian McNamara, Justin Johnson |
| 35               | Tirs | 37                                  | | Arbitrage : Mitch Dunning, Carter Sandlak Kilian McNamara, Justin Johnson |

| 20 juin 2022 | Springfield | 2-6 (0-4, 2-1, 0-1) | Chicago | Allstate Arena 6 209 spectateurs |

| Feuille de match | Feuille de match                                                                   | Feuille de match                | Feuille de match | Feuille de match                                                          |
| ---------------- | ---------------------------------------------------------------------------------- | ------------------------------- | --- | ------------------------------------------------------------------------- |
|                  | Rosen (Anas, Kostine) — 33 min 54 s (SN) Bitten (Joshua, MacEachern) — 36 min 23 s | 0-1 0-2 0-3 0-4 0-5 1-5 2-5 2-6 | Panik (Noesen, Keane) — 1 min 42 s Smallmam (Lodnia) — 2 min 11 s Keane (Noesen, Poturalski) — 8 min 15 s Leivo (Poturalski, Noesen) — 10 min 12 s (SN) Poturalski (Noesen) — 25 min 18 s Leivo (Drury, Poturalski) — 49 min 15 s (SN) | Arbitrage : Brandon Blandina, Beau Halkidis Caleb Apperson, Mitchell Hunt |
| Hofer            | Gardiens                                                                           | Kotchetkov                      | | Arbitrage : Brandon Blandina, Beau Halkidis Caleb Apperson, Mitchell Hunt |
| 22 min           | Pénalités                                                                          | 22 min                          | | Arbitrage : Brandon Blandina, Beau Halkidis Caleb Apperson, Mitchell Hunt |
| 24               | Tirs                                                                               | 41                              | | Arbitrage : Brandon Blandina, Beau Halkidis Caleb Apperson, Mitchell Hunt |

| 22 juin 2022 | Chicago | 4-0 (1-0, 2-0, 1-0) | Springfield | MassMutual Center 6 793 spectateurs |

| Feuille de match | Feuille de match | Feuille de match | Feuille de match | Feuille de match                                                     |
| ---------------- | --- | ---------------- | ---------------- | -------------------------------------------------------------------- |
|                  | Panik (Leivo, Drury) — 14 min 50 s (SN) Lodnia (Ponomariov) — 26 min 25 s Chatfield (Leivo, Lajoie) — 34 min 36 s Noesen (Drury, Keane) — 56 min 56 s (SN + CV) | 1-0 2-0 3-0 4-0  |                  | Arbitrage : Mitch Dunning, Reid Anderson Caleb Apperson, C.J. Murray |
| Kotchetkov       | Gardiens | Lindgren         |                  | Arbitrage : Mitch Dunning, Reid Anderson Caleb Apperson, C.J. Murray |
| 12 min           | Pénalités | 20 min           |                  | Arbitrage : Mitch Dunning, Reid Anderson Caleb Apperson, C.J. Murray |
| 34               | Tirs | 36               |                  | Arbitrage : Mitch Dunning, Reid Anderson Caleb Apperson, C.J. Murray |

| 24 juin 2022 | Chicago | 4-2 (2-0, 1-1, 1-1) | Springfield | MassMutual Center 6 793 spectateurs |

| Feuille de match | Feuille de match | Feuille de match        | Feuille de match                                                             | Feuille de match                                                         |
| ---------------- | --- | ----------------------- | ---------------------------------------------------------------------------- | ------------------------------------------------------------------------ |
|                  | Drury (Noesen, Leivo) — 17 min 25 s (SN) Panik (Poturalski, Noesen) — 19 min 47 s (SN) Poturalski — 26 min 20 s Leivo — 57 min 14 s (CV) | 1-0 2-0 3-0 3-1 4-1 4-2 | Kostine (Cross, Bitten) — 36 min 53 s (SN) Neal (Joshua, Todd) — 58 min 13 s | Arbitrage : Brandon Blandina, Beau Halkidis Kilian McNamara, C.J. Murray |
| Kotchetkov       | Gardiens | Hofer                   |                                                                              | Arbitrage : Brandon Blandina, Beau Halkidis Kilian McNamara, C.J. Murray |
| 36 min           | Pénalités | 18 min                  |                                                                              | Arbitrage : Brandon Blandina, Beau Halkidis Kilian McNamara, C.J. Murray |
| 32               | Tirs | 41                      |                                                                              | Arbitrage : Brandon Blandina, Beau Halkidis Kilian McNamara, C.J. Murray |

| 25 juin 2022 | Chicago | 4-0 (1-0, 1-0, 2-0) | Springfield | MassMutual Center 6 793 spectateurs |

| Feuille de match | Feuille de match | Feuille de match | Feuille de match | Feuille de match                                                          |
| ---------------- | --- | ---------------- | ---------------- | ------------------------------------------------------------------------- |
|                  | Lajoie (Smith, Smallman) — 18 min 39 s Poturalski (Keane, Drury) — 36 min 1 s (SN) Gust (Drury, Panik) — 57 min 2 s Leivo (Poturalski) — 59 min 37 s (CV) | 1-0 2-0 3-0 4-0  |                  | Arbitrage : Mitch Dunning, Carter Sandlak Kilian McNamara, Caleb Apperson |
| Lyon             | Gardiens | Lindgren         |                  | Arbitrage : Mitch Dunning, Carter Sandlak Kilian McNamara, Caleb Apperson |
| 10 min           | Pénalités | 4 min            |                  | Arbitrage : Mitch Dunning, Carter Sandlak Kilian McNamara, Caleb Apperson |
| 30               | Tirs | 28               |                  | Arbitrage : Mitch Dunning, Carter Sandlak Kilian McNamara, Caleb Apperson |

## Récompenses

### Trophées collectifs
| Coupe Calder : Vainqueurs des séries                                    | Wolves de Chicago           |
| Trophée Richard-F.-Canning : Vainqueurs de l'association de l'Est       | Thunderbirds de Springfield |
| Trophée Robert-W.-Clarke : Vainqueurs de l'association de l'Ouest       | Wolves de Chicago           |
| Trophée Macgregor-Kilpatrick : Champions de la ligue                    | Wolves de Chicago           |
| Trophée Frank-Mathers : Champions de l'Association de l'Est             | Comets d'Utica              |
| Trophée Norman-R.-« Bud »-Poile : Champions de l'Association de l'Ouest | Wolves de Chicago           |
| Trophée Emile-Francis : Champions de la division Atlantique             | Checkers de Charlotte       |
| Trophée F.-G.-« Teddy »-Oke : Champions de la division Nord             | Comets d'Utica              |
| Trophée Sam-Pollock : Champions de la division Centrale                 | Wolves de Chicago           |
| Trophée John-D.-Chick : Champions de la division Pacifique              | Heat de Stockton            |

### Trophées individuels
| Trophée Les-Cunningham : Meilleur joueur de la saison                              | Thomas Joseph Tynan, Reign d'Ontario  |
| Trophée John-B.-Sollenberger : Meilleur pointeur                                   | Andrew Poturalski, Wolves de Chicago  |
| Trophée Willie-Marshall : Meilleur buteur                                          | Stefan Noesen, Wolves de Chicago      |
| Trophée Dudley-« Red »-Garrett : Meilleure recrue                                  | Jack Quinn, Americans de Rochester    |
| Trophée Eddie-Shore : Meilleur défenseur                                           | Jordan Gross, Eagles du Colorado      |
| Trophée Aldege-« Baz »-Bastien : Meilleur gardien                                  | Dustin Wolf, Heat de Stockton         |
| Trophée Harry-« Hap »-Holmes : Gardien de l'équipe ayant encaissé le moins de buts | Alex Lyon, Wolves de Chicago          |
| Trophée Louis-A.-R.-Pieri : Meilleur entraîneur                                    | Mitch Love, Heat de Stockton          |
| Trophée Fred-T.-Hunt : Joueur au meilleur esprit sportif                           | Sam Anas, Thunderbirds de Springfield |
| Trophée Yanick-Dupré : Joueur le plus impliqué dans sa communauté                  | Dakota Mermis, Wild de l'Iowa         |
| Trophée Jack-A.-Butterfield : Meilleur joueur des séries                           | Josh Leivo, Wolves de Chicago         |

### Équipes d'étoiles
| Position       | Joueur            | Équipe             |
| -------------- | ----------------- | ------------------ |
| Gardien de but | Dustin Wolf       | Heat de Stockton   |
| Défenseur      | Jordan Gross      | Eagles du Colorado |
| Défenseur      | Jordan Spence     | Reign d'Ontario    |
| Attaquant      | Stefan Noesen     | Wolves de Chicago  |
| Attaquant      | Andrew Poturalski | Wolves de Chicago  |
| Attaquant      | T.J. Tynan        | Reign d'Ontario    |

| Position       | Joueur            | Équipe                 |
| -------------- | ----------------- | ---------------------- |
| Gardien de but | Troy Grosenick    | Bruins de Providence   |
| Défenseur      | Jake Christiansen | Monsters de Cleveland  |
| Défenseur      | Joseph Duszak     | Marlies de Toronto     |
| Attaquant      | Martin Frk        | Reign d'Ontario        |
| Attaquant      | Seth Griffith     | Condors de Bakersfield |
| Attaquant      | Kiefer Sherwood   | Eagles du Colorado     |

| Position       | Joueur             | Équipe                 |
| -------------- | ------------------ | ---------------------- |
| Gardien de but | Dustin Wolf        | Heat de Stockton       |
| Défenseur      | Jack Rathbone      | Canucks d'Abbotsford   |
| Défenseur      | Jordan Spence      | Reign d'Ontario        |
| Attaquant      | Jakob Pelletier    | Heat de Stockton       |
| Attaquant      | John-Jason Peterka | Americans de Rochester |
| Attaquant      | Jack Quinn         | Americans de Rochester |